# Munga
Munga är en tätort i Västerås kommun. 
Orten består numera av en majoritet av permanenthus, många bostäder är dock fortfarande fritidshus (cirka 40%). Området är ett av Västmanlands största fritidshusområden (285 fastigheter). Stugområdet är byggt på den östra sidan av Mungasjön cirka 2 mil norr om Västerås och består av en kuperad natur med ett flertal stora ängar inom bebyggelsen samt många vandringsstigar inom och utanför området. 
2018 fick området kommunalt vatten och avlopp samt fiberanslutning och delvis gatubelysning samt en uppdaterad detaljplan med utökade byggrätter vilket medverkade till en ökande andel fastboenden.
Vid sjön finns en fin badplats och en mindre båthamn och båtklubb. I närhet till sjön finns också en samlings/festplats med dansbana, boulebana m.m. och en liten fotbollsplan.
Mitt i området finns även en inhägnad och välutrustad lekplats. 
2025 är nu området en expanderande förort till Västerås. 

## Befolkningsutveckling
| Befolkningsutvecklingen i Munga 1995–2020 | Befolkningsutvecklingen i Munga 1995–2020 | Befolkningsutvecklingen i Munga 1995–2020 | Befolkningsutvecklingen i Munga 1995–2020 | Befolkningsutvecklingen i Munga 1995–2020 |
| ----------------------------------------- | ----------------------------------------- | ----------------------------------------- | ----------------------------------------- | ----------------------------------------- |
|                                           |                                           |                                           |                                           |                                           |
| År                                        |                                           |                                           | Folkmängd                                 | Areal (ha)                                |
| 1995                                      | 1995                                      |                                           | 218                                       | 64                                        |
| 2000                                      | 2000                                      |                                           | 255                                       | 64                                        |
| 2005                                      | 2005                                      |                                           | 240                                       | 64                                        |
| 2010                                      | 2010                                      |                                           | 212                                       | 55                                        |
| 2015                                      | 2015                                      |                                           | 241                                       | 99                                        |
| 2020                                      | 2020                                      |                                           | 313                                       | 101                                       |
| Anm.: Ny tätort 1995                      |                                           |                                           |                                           |                                           |